# Joaquín Pucheta
Jorge Joaquín Pucheta (Villa Ángela, Chaco, Argentina; 9 de junio de 1992) es un futbolista argentino. Juega como portero y su actual equipo es San Miguel de  B Nacional

## Trayectoria
A los 4 años arrancó a jugar al fútbol en CSyD Sampdoria de Temperley, luego tuvo un leve paso por Boca Juniors hasta cumplir los 10 años, edad en la que pasaría a formarse de forma definitiva como futbolista en Lanús, ya que realizó la mayor parte de sus carrera como juvenil y logró ser parte del primer equipo de la temporada 2010-11 de Primera División, aunque no fuese considerado titular en aquel equipo. Por la falta de presencias en los planteles profesionales Lanús decide darlo a préstamo a Tristán Suárez en 2013 y a Los Andes un año después. A pesar de que era un arquero que provenía de un club que se encontraba en la máxima categoría del fútbol argentino tampoco sería considerado para ser titular en ninguno de los equipos de Primera B Metropolitana, entonces Pucheta decidió probar suerte en Alvarado que se encontraba en el Torneo Federal A. Hizo su debut como profesional el 22 de marzo de 2015 contra Independiente de Neuquén por la fecha 1 del temporada 2015. Luego de tener continuidad en el equipo de Mar del Plata pasa a Estudiantes de Buenos Aires para afrontar la temporada 2016 de la Primera B Metropolitana, en total disputó 71 partidos en las tres temporadas para el equipo de Caseros.
El 6 de julio de 2018 Pucheta se unió a All Boys, equipo que se encontraba en la Primera B Metropolitana, con el objetivo de regresar al club de Floresta a la Primera B Nacional, objetivo que más tarde fue cumplido debido a que fue parte fundamental del ascenso.
El 12 de diciembre de 2023 logró el ascenso a la primera B Nacional con el club atlético San Miguel. Dicho ascenso se logró frente a Douglas Haig de Pergamino en definición por penales, siendo determinante su actuación ya que atajó tres penales. 

## Selección nacional
Pucheta fue seleccionado por José Luis Brown para la Copa Mundial de Fútbol Sub-17 de 2009 en Nigeria, aunque no jugó cuando llegaron a los dieciseisavos de final porque fueron eliminados por Colombia.

## Vida personal
Es hermano de la también futbolista, Ailén Pucheta.

## Clubes
Actualizado el 29 de mayo de 2022.
| Lanús Argentina                         | 1.ª                 |                     |     |   |   |   |   |   |     |   |
| Lanús Argentina                         | 1.ª                 | 2010-11             | 0   | 0 | - | - | - | - | 0   | 0 |
| Lanús Argentina                         | 1.ª                 | 2011-12             | 0   | 0 | - | - | - | - | 0   | 0 |
| Lanús Argentina                         | 1.ª                 | 2012-13             | 0   | 0 | - | - | - | - | 0   | 0 |
| Lanús Argentina                         | Total               | Total               | 0   | 0 | - | - | - | - | 0   | 0 |
| Tristán Suárez Argentina                | 3.ª                 |                     |     |   |   |   |   |   |     |   |
| Tristán Suárez Argentina                | 3.ª                 | 2013-14             | 0   | 0 | - | - | - | - | 0   | 0 |
| Tristán Suárez Argentina                | Total               | Total               | 0   | 0 | - | - | - | - | 0   | 0 |
| Los Andes Argentina                     | 3.ª                 |                     |     |   |   |   |   |   |     |   |
| Los Andes Argentina                     | 3.ª                 | 2014                | 0   | 0 | - | - | - | - | 0   | 0 |
| Los Andes Argentina                     | Total               | Total               | 0   | 0 | - | - | - | - | 0   | 0 |
| Alvarado Argentina                      | 3.ª                 |                     |     |   |   |   |   |   |     |   |
| Alvarado Argentina                      | 3.ª                 | 2015                | 19  | 0 | - | - | - | - | 19  | 0 |
| Alvarado Argentina                      | Total               | Total               | 19  | 0 | - | - | - | - | 19  | 0 |
| Estudiantes (BA) Argentina              | 3.ª                 |                     |     |   |   |   |   |   |     |   |
| Estudiantes (BA) Argentina              | 3.ª                 | 2016                | 19  | 0 | - | - | - | - | 19  | 0 |
| Estudiantes (BA) Argentina              | 3.ª                 | 2016-17             | 38  | 0 | 2 | 0 | - | - | 40  | 0 |
| Estudiantes (BA) Argentina              | 3.ª                 | 2017-18             | 12  | 0 | - | - | - | - | 12  | 0 |
| Estudiantes (BA) Argentina              | Total               | Total               | 69  | 0 | 2 | 0 | - | - | 71  | 0 |
| All Boys Argentina                      | 3.ª                 | 2018-19             | 42  | 0 | - | - | - | - | 42  | 0 |
| All Boys Argentina                      | 2.ª                 | 2019-20             | 20  | 0 | 1 | 0 | - | - | 21  | 0 |
| All Boys Argentina                      | Total               | Total               | 62  | 0 | 1 | 0 | - | - | 63  | 0 |
| C. D. Macará · Ecuador                  | 1.ª                 |                     |     |   |   |   |   |   |     |   |
| C. D. Macará · Ecuador                  | 1.ª                 | 2021                | 22  | 0 | - | - | 2 | 0 | 24  | 0 |
| C. D. Macará · Ecuador                  | Total               | Total               | 22  | 0 | - | - | 2 | 0 | 24  | 0 |
| Cumbayá F. C. · Ecuador                 | 1.ª                 |                     |     |   |   |   |   |   |     |   |
| Cumbayá F. C. · Ecuador                 | 1.ª                 | 2022                | 15  | 1 | 0 | 0 | - | - | 15  | 1 |
| Cumbayá F. C. · Ecuador                 | Total               | Total               | 15  | 1 | 0 | 0 | - | - | 15  | 1 |
| San Miguel Argentina                    | 3.ª                 |                     |     |   |   |   |   |   |     |   |
| San Miguel Argentina                    | 3.ª                 | 2022                | 0   | 0 | - | - | - | - | 0   | 0 |
| San Miguel Argentina                    | Total               | Total               | 0   | 0 | - | - | - | - | 0   | 0 |
| Total en su carrera                     | Total en su carrera | Total en su carrera | 187 | 1 | 3 | 0 | 2 | 0 | 192 | 1 |
| (1) Incluye datos de la Copa Argentina. |                     |                     |     |   |   |   |   |   |     |   |

Fuente: Transfermarkt.es, es.soccerway.com